# Maria Szyszkowska
Maria Szyszkowska , née le 7 octobre 1937  à Varsovie) est une femme politique polonaise, sénatrice de 2001 à 2005 et écrivaine.

## Biographie
Elle a reçu un diplôme de droit à l'université de Varsovie en 1961 et un diplôme de théologie à l'académie de théologie catholique de Varsovie l'année suivante. Elle a poursuivi une carrière scolaire et a fait l'objet de restrictions du gouvernement communiste dans les années 1970 pour avoir poursuivi des études dans des domaines qui ont été interdits. Elle est devenue professeur à l'université de Varsovie en 1993. Entre 1993 et 1997 elle était juge au tribunal d'État de Pologne. 

### Politique
Elle a été élue au Sénat polonais sur la liste de l'Alliance de la gauche démocratique dont elle a présidé le comité d'éthique.  En mai 2005, elle a exprimé son intention de concourir en tant que candidate indépendante à l'Élection présidentielle polonaise de 2005.  Elle a reçu le soutien de Racja, un parti anticlérical de gauche.  
Comme sénatrice, elle a présenté les textes législatifs pour la reconnaissance des couples homosexuels. Elle a reçu des récompenses pour son travail promouvant la tolérance et l'acceptation sociale, notamment en faveur de la promotion des droits des homosexuels. Elle est également auteur. Elle est végétarienne.[réf. nécessaire]

## Œuvres
- Zagubieni w codzienności (Perdus dans la vie quotidienne)
- Zarys filozofii prawa (Aperçu de la philosophie du droit)
- Stwarzanie siebie (La Création de soi)
- Spotkania w salonie (Rencontres dans un salon)
- Filozofia prawa (La Philosophie du droit)
- Twórcze niepokoje codzienności (Les angoisses créatives de la vie quotidienne)
- Nauka a polityka : dziwne losy filozofii prawa w Polsce (Science et politique : l'étrange destin de la philosophie du droit en Pologne)